# Tamerlan Tagziev
Tamerlan Tagziev (ur. 25 września 1981) – kanadyjski zapaśnik osetyjskiego pochodzenia. Walczy w stylu wolnym. Zajął 21 miejsce na mistrzostwach świata w 2013. Trzeci na igrzyskach panamerykańskich w 2015. Srebrny medalista mistrzostw panamerykańskich w 2013. Złoto na igrzyskach Wspólnoty Narodów w 2014 roku.